# کریس بریندلی
کریس بریندلی (انگلیسی: Chris Brindley؛ زادهٔ ۵ ژوئیهٔ ۱۹۶۹) بازیکن فوتبال اهل بریتانیا است.
از باشگاه‌هایی که در آن بازی کرده‌است می‌توان به باشگاه فوتبال ولورهمپتون واندررز، باشگاه فوتبال استافورد رانجرز، باشگاه فوتبال کیدرمینستر هاریرس، و باشگاه فوتبال گرزلی اشاره کرد.